# Centro de Lanzamiento de Satélites de Xichang

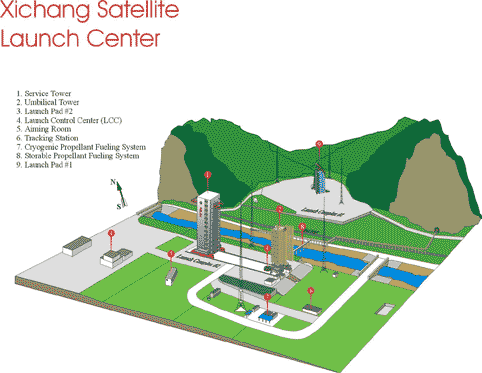

El Centro de Lanzamiento de Satélites de Xichang (XSLC) es una instalación china a 64 km al noroeste de la ciudad de Xichang en la provincial de Sichuan. Está servido por un ferrocarril dedicado desde el aeropuerto de Xichang Qinshan.
Las instalaciones del centro espacial funcionan desde 1984 y son principalmente un lugar de lanzamiento de cohetes de alto poder de empuje y satélites climáticos y geoestacionarios. El sitio es importante debido a que es sede de la cooperación espacial Sino-Europea bajo y por el lanzamiento de los satélites científicos Double Star en diciembre de 2003.
En esta base fue lanzado el 29 de octubre de 2008, diecisiete minutos luego de las 12 del mediodía el Satélite Simón Bolívar. El lanzamiento se llevó a cabo con éxito desde el Centro de Satélites de Xichang ubicado en el suroeste de la República Popular China, desde donde se han lanzado 51 satélites. Un cohete Larga Marcha 3B impulsó al satélite cerca de su órbita final, a 36.500 km de altura. Desde el lanzamiento hasta su colocación y orientación final en esta órbita pasaron entre seis y diez días.